# Leiobunum biseriatum
Leiobunum biseriatum is een hooiwagen uit de familie Sclerosomatidae.